# Edgewater (British Columbia)
Edgewater ist eine Ansiedlung, mit dem Status eines unincorporated populated place, im Südosten der kanadischen Provinz British Columbia. Sie liegt am Upper Columbia River auf der Strecke zwischen Invermere und Golden, etwa neun Kilometer nördlich von Radium Hot Springs.

## Geschichte
Die Poststelle von Edgewater wurde am 15. Juli 1913 in Lot 12, Bl 1 eröffnet. Am 20. Juli 1939 wurde die Poststelle an anderer Stelle im Ort neu eröffnet.

## Gebäude
Die Gemeinde hat eine alte Kirche, die „Edgewater United Church“.

## Schule/Kindergarten
Die Edgewater Elementary School, die Angebote für Kinder vom Kindergartenalter bis Klasse 7 macht, liegt auf einer Klippe mit Blick auf den Columbia River.

## Sehenswürdigkeiten
Der Ort ist berühmt für seine hölzerne Wasserrutsche, die im Jahre 1912 gebaut wurde und noch in Betrieb ist.